# Sailly-Flibeaucourt
Sailly-Flibeaucourt település Franciaországban, Somme megyében. Lakosainak száma 1014 fő (2022. január 1.). Sailly-Flibeaucourt Grand-Laviers, Buigny-Saint-Maclou, Hautvillers-Ouville, Nouvion, Noyelles-sur-Mer, Port-le-Grand és Le Titre községekkel határos.

## Népesség
A település népessége az elmúlt években az alábbi módon változott:
| Lakosok száma | 1023 | 1037 | 1049 | 1037 | 1030 | 1023 | 1024 | 1019 | 1014 |
|               | 2013 | 2015 | 2016 | 2017 | 2018 | 2019 | 2020 | 2021 | 2022 |